# なぜ?の嵐
「なぜ?の嵐」（なぜ?のあらし）は、1985年11月1日に発売されたおニャン子クラブのメンバー・吉沢秋絵のデビューシングル。「吉沢秋絵 with おニャン子クラブ」名義でフォーライフ・レコードから発売された。

## 解説
- フジテレビ系テレビドラマ『スケバン刑事II 少女鉄仮面伝説』主題歌[1]、自身は矢島雪乃役で出演。主演の南野陽子「さよならのめまい」は挿入歌[1]。
- おニャン子クラブからのソロデビューは河合その子（1985年9月）に続き2人目。withおニャン子クラブとして会員番号6番・樹原亜紀、9番・名越美香、14番・富川春美、18番・永田ルリ子がバックで歌い踊った。

## 収録曲
作詞：秋元康／作曲：山梨鐐平
1. なぜ?の嵐
  - 編曲：瀬尾一三
2. 黄昏の孔雀
  - 編曲：山川恵津子

## 収録アルバム
| 曲名       | 収録アルバム                                                  | 発売日         | 備考                                                                         |
| ---------- | ------------------------------------------------------------- | -------------- | ---------------------------------------------------------------------------- |
| なぜ?の嵐  | 『彼女の夏』                                                  | 1986年6月21日  | 1stアルバム                                                                  |
| なぜ?の嵐  | 『スーパーベスト』                                            | 1986年10月21日 | おニャン子クラブのベスト・アルバム                                           |
| なぜ?の嵐  | 『Milky Mind』                                                | 1988年11月21日 | 1stベスト・アルバム                                                          |
| なぜ?の嵐  | 『パリへ行きたい』                                            | 1992年9月18日  | 2ndベスト・アルバム                                                          |
| なぜ?の嵐  | 『おニャン子クラブA面コレクション Vol.1』                     | 1999年3月17日  | おニャン子クラブのベスト・アルバム                                           |
| なぜ?の嵐  | 『Myこれ!Lite 吉沢秋絵』                                      | 2010年5月19日  | 3rdベスト・アルバム                                                          |
| なぜ?の嵐  | 『上坂すみれ presents 80年代アイドル歌謡決定盤』              | 2014年12月10日 | 声優の上坂すみれ選曲によるコンピレーション・アルバム                         |
| なぜ?の嵐  | 『「時代を創った名曲たち 3」〜瀬尾一三作品集 SUPER digest〜』 | 2020年1月8日   | 音楽プロデューサーの瀬尾一三が手掛けた楽曲を集めたコンピレーション・アルバム |
| 黄昏の孔雀 | 『彼女の夏』                                                  | 1986年6月21日  | 1stアルバム                                                                  |
| 黄昏の孔雀 | 『Milky Mind』                                                | 1988年11月21日 | 1stベスト・アルバム                                                          |
| 黄昏の孔雀 | 『おニャン子クラブB面コレクション Vol.1』                     | 1999年4月21日  | おニャン子クラブのベスト・アルバム                                           |
| 黄昏の孔雀 | 『Myこれ!Lite 吉沢秋絵』                                      | 2010年5月19日  | 3rdベスト・アルバム                                                          |